# Castrillo de Cabrera
Castrillo de Cabrera (Castriellu de Cabreira in leonese) è un comune spagnolo di 177 abitanti situato nella comunità autonoma di Castiglia e León.